# Đơn vị kinh doanh chiến lược
SBU hay strategic business unit là các "đơn vị kinh doanh chiến lược"; một khái niệm căn bản của quản trị, quản trị chiến lược. Mỗi đơn vị kinh doanh được xây dựng khác nhau và định vị trên các so sánh các mô hình, các ma trận khác nhau.

## Sử dụng SBU trênMa trận Boston
Mục tiêu chính của ma trận Boston theo phương pháp của Boston Consullting Group (BCG) là xác định những yêu cầu về vốn đầu tư (dòng tiền) và những nơi có thể tạo ra nguồn đầu tư ở lĩnh vực kinh doanh khác nhau trong cấu trúc kinh doanh của công ty. Phương pháp này bao gồm ba bước:
1. Xác định các lĩnh vực và đơn vị kinh doanh chiến lược, đánh giá triển vọng và tương lai của chúng.
2. Dựa vào sơ đồ phân loại và sắp xếp các SBU trên ma trận.
3. Xây dựng các mục tiêu chiến lược cho loại SBU.

Mặc dù một SBU thông thường hay được thấy nó là một đơn vị kinh doanh độc lập (Công ty), hoặc là một nhóm các đơn vị kinh doanh cùng trong một mảng, và vì thế nó có chiến lược riêng của mình, và hạch toán lợi nhuận riêng, nhưng bản chất khi tạo ra SBU hoặc liên kết hay hợp nhất để có được SBU này là vì lý do nó nằm trong chiến lược tổng thể của Công ty mẹ- lúc này thì sẽ gọi là một Tập đoàn hay Group. Mục đích chính của nó là để tạo ra sức mạnh cạnh tranh cho cả Tập đoàn, chứ không vì lợi nhuận cho dù bản thân có thể sinh lời tự nhiên như cần thiết phải thế.
Ví dụ làm rõ hơn: Mặc dù một SBU thông thường hay được thấy nó là một đơn vị kinh doanh độc lập (Công ty), hoặc là một nhóm các đơn vị kinh doanh cùng trong một mảng, và vì thế nó có chiến lược riêng của mình, và hạch toán lợi nhuận riêng, nhưng bản chất khi tạo ra SBU hoặc liê kết hay hợp nhất để có được SBU này là vì lý do nó nằm trong chiến lược tổng thể của Công ty mẹ- lúc này thì sẽ gọi là một Tập đoàn hay Group. Mục đích chính của nó là để tạo ra sức mạnh cạnh tranh cho cả Tập đoàn, chứ không vì lợi nhuận cho dù bản thân có thể sinh lời tự nhiên như cần thiết phải thế.
Cụ thể như Tasco là công ty xây dựng hạ tầng giao thông, làm khu đô thị, đầu tư cho công ty con là Tasco Thành Công vào khai thác là mỏ đá ở Quảng Bình (năm 2014). Việc này giúp cho công ty Tasco mẹ ổn định chủ động được nguồn cung cấp một đầu vào quan trọng cho mình ở mảng hoạt động chính là đá rải đường khi làm đường sá, cầu cống. Tasco Thành Công này khi thành lập hoạt động này vẫn tính toán để có hiệu quả kinh doanh sinh lời như một thực thể độc lập và sẽ bán sản phẩm không chỉ cho Tasco, nhưng tất nhiên nó ưu tiên phục vụ và là bảo đảm an toàn nguồn vật liệu cho Công ty mẹ. Có thể tham khảo ví dụ khác với SBU đó là về Pepsi khi làm điện thoại là Pepsiphone, thì đây lại không phải là SBU, mà chỉ là hoạt động kinh doanh để tận dụng và phát triển thương hiệu (http://www.amica.vn/goc-nhin-chuyen-gia/cung-giai-ma-ve-chien-luoc-voi-dien-thoai-pepsi-phone-n6-647)